# Tiranet groc
El tiranet groc (Capsiempis flaveola) és una espècie d'ocell de la família dels tirànids (Tyrannidae) i única espècie del gènere Capsiempis. Són ocells actius, que es veuen en parelles o en grups familiars, mentre s'alimenten d'insectes, aranyes i petites baies.

## Descripció
És un petit tirà que fa 10,5-11,4 cm de llargada i un pes de 8 g. Complexió esvelta i bec petit. Escàs dimorfisme sexual. És verd per la zona dorsal amb les parts inferiors d'un groc brillant. Cella pàl·lida. Les ales i la cua són marró fosc amb plomes grogues. A les ales dues barres groguenques.

## Hàbitat i distribució
Habita clars de les zones boscoses, boscos poc densos, bambú, arbusts, matolls i manglars de la zona neotropical, des de Nicaragua cap al sud, a través de Costa Rica i Panamà fins a Amèrica del Sud, a Colòmbia, Veneçuela, Guaianes, sud-oest i nord-est de l'Equador, nord, centre i sud-est del Brasil, nord i est de Bolívia, est del Paraguai i nord-est de l'Argentina.

## Reproducció
Fa un niu en forma de copa amb fulles, fibres i herbes i entapissat amb molsa, a uns 2–7 m d'alçada, en un arbre o arbust. Normalment pon dos ous blancs, sense taques o molt lleugeres.

## Taxonomia
Antany va estar ubicat a Phylloscartes però es va classificar al monospecífic gènere Capsiempis arran els treballs de Lanyon 1984
S'han descrit 6 subespècies:
- C. f. amazona Zimmer, 1955. A les Guaianes i nord de Brasil.
- C. f. cerula Wetmore, 1939. Est de Colombia, sud de Veneçuela i nord-est de l'Equador.
- C. f. flaveola (Lichtenstein, 1823). Est de Bolívia, Paraguai, nord-est de l'Argentina i est de Brasil.
- C. f. leucophrys Berlepsch, 1907. Nord de Colombia i nord-oest de Veneçuela.
- C. f. magnirostris Hartert, 1898. Sud-oest de l'Equador.
- C. f. semiflava (Lawrence, 1865). Des de Nicaragua fins a Panamà.